# Eparquía de Arca en Fenicia de los maronitas
La eparquía titular de Arca en Fenicia de los maronitas (en latín: Eparchia Arcena in Phoenicia Maronitarum) es una eparquía titular de la Iglesia católica conferida a miembros de la Iglesia católica maronita. Corresponde a una antigua diócesis cuya sede estaba en la ciudad de Arca en Fenicia (hoy sus ruinas de denominan Tell Arqa) en Líbano. 

## Historia
Arca de Fenicia fue una antigua sede episcopal de la provincia romana de Fenicia Primera en la diócesis civil del Oriente. Era parte del patriarcado de Antioquía y fue sufragánea de la arquidiócesis de Tiro, como se puede ver en una Notitiae Episcopatuum el siglo VI.
Lequien atribuye seis obispos a Arca de Fenicia. Luciano firmó la profesión de fe de Nicea en el sínodo de Antioquía de 363. Alejandro participó en el primer Concilio de Constantinopla I en 381. Según el historiador griego Sócrates Scholasticus, el obispo Reverentius fue transferido de la sede de Arca a la de Tiro. Marcelino estuvo entre los padres del Concilio de Éfeso en 431. Epifanio participó en el Sínodo de Antioquía de 448 que juzgó la obra del obispo Atanasio de Perre. Heráclito intervino en el Concilio de Calcedonia de 451 y en 458 firmó la carta de los obispos del primer fenicio al emperador Leo después de la muerte de Proterio de Alejandría.

### Sede titular
Una sede titular católica es una diócesis que ha cesado de tener un territorio definido bajo el gobierno de un obispo y que hoy existe únicamente en su título. Continúa siendo asignada a un obispo, quien no es un obispo diocesano ordinario, pues no tiene ninguna jurisdicción sobre el territorio de la diócesis, sino que es un oficial de la Santa Sede, un obispo auxiliar, o la cabeza de una jurisdicción que es equivalente a una diócesis bajo el derecho canónico.
La diócesis de Arca en Fenicia fue restablecida como eparquía titular de Arca en Fenicia de los maronitas en el siglo XIX y fue conferida por primera vez por la Santa Sede antes de 1736 al obispo Elías Mohasseb. En 1933 fue elevada a archieparquía titular, pero en 1941 fue suprimida y en 1950 restaurada como eparquía titular.

## Cronología de los obispos

### Obispos de la sede residencial
- Luciano † (mencionado en 363/364)
- Alejandro † (mencionado en 381)
- Reverencio † (nombrado arzobispo de Tiro)
- Marcelino † (mencionado en 431)
- Epifanio † (mencionado en 448)
- Heráclito † (antes de 451-después de 458)

(...)

### Obispos de la sede titular
- Elías Mohasseb † (antes de 1736-después de 1743)[4]
- Antonio † (antes de 1756-después de 1757)
- Esteban Duiehi † (mencionado el 25 de mayo de 1823)[5]
- José Marid † (4 de noviembre de 1855-1887 falleció)
- Elías Hoayek † (14 de diciembre de 1889-19 de junio de 1899 confirmado patriarca de Antioquía de los maronitas)[6]
- Abdallah Khouri † (10 de febrero de 1911-5 de febrero de 1949 falleció)[7]
- Abdallah Nujaim † (25 de julio de 1950-4 de abril de 1954 nombrado eparca de Baalbek)[8]
- Juan Chedid, O.M.M. † (4 de mayo de 1956-29 de noviembre de 1971 nombrado eparca de Nuestra Señora del Líbano en São Paulo)
- Roland Aboujaoudé † (12 de julio de 1975-2 de mayo de 2019 falleció)
- Pedro Karam, desde el 15 de junio de 2019[9]